# Grammy Awards de 2008
A 50.ª cerimônia anual do Grammy Awards foi realizada em 10 de fevereiro de 2008, no ginásio esportivo Staples Center, em Los Angeles, Califórnia, às 20:00 (EST). A organização National Academy of Recording Arts and Sciences (NARAS) anunciou a lista de indicados na noite de 6 de dezembro de 2007. Na cerimônia, foram premiados os álbuns lançados entre 1 de outubro de 2006 e 30 de setembro de 2007. Toda a premiação foi exibida por uma das maiores redes de televisão e rádio dos Estados Unidos, a Columbia Broadcasting System (CBS), sendo também transmitida pelas rádios XM Satellite Radio e Westwood One.
A cantora Amy Winehouse foi a grande vencedora da 50.ª edição da premiação. A inglesa, de 24 anos na época, ficou com cinco dos seis prêmios que disputava, o que fez com que ela igualasse o recorde de cantoras como Lauryn Hill e Beyoncé Knowles para artista feminina com mais Grammys Awards vencidos em uma única edição da premiação. Além disso, tornou-se a primeira artista feminina britânica a vencer cinco troféus numa mesma noite. Na sua apresentação, Winehouse interpretou as canções "You Know I'm No Good" e "Rehab". Outros artistas que se destacaram na edição foram Kanye West, Bruce Springsteen, ambos com três prêmios, e a cantora Alicia Keys, que faturou dois.

## Artistas
A seguir a lista dos artistas que se apresentaram na 50.ª edição dos Grammy Awards:
| - Amy Winehouse (ao vivo de Londres via satélite) - Andrea Bocelli - Ann Marie Calhoun - Aretha Franklin - BeBe Winans - Beyoncé - Brad Paisley - Carrie Underwood - Daft Punk - Dave Koz - Eldar - Kanye West & Daft Punk - Feist - Fergie - Foo Fighters - Frank Sinatra | - Herbie Hancock - Israel Houghton - Jerry Lee Lewis - John Fogerty - John Legend - John Mayer - John Paul Jones - Josh Groban - Keely Smith - Kid Rock - Lang Lang - Little Richard - Rihanna - The Clark Sisters - The Time - Tina Turner - Trin-i-tee 5:7 |

## Apresentadores
A seguir a lista dos apresentadores da 50.ª edição dos Grammy Awards:
| - Akon - Jason Bateman - Tony Bennett - Dierks Bentley - Chris Brown - Cher - Natalie Cole - Mike Shinoda - Fergie - Nelly Furtado - Cuba Gooding, Jr. - Juanes - Tom Hanks - Quincy Jones - Carole King - Solange Knowles - Cyndi Lauper | - John Legend - George Lopez - Lyle Lovett - Ludacris - Joe Mantegna - Bette Midler - Prince - Bonnie Raitt - Roselyn Sanchez - Keely Smith - Ringo Starr - Dave Stewart - Taylor Swift - Usher - William - Andy Williams - Stevie Wonder |

## Campo Geral
Grammy Awards de 2008

10 de fevereiro de 2008
Álbum do Ano: 

River: The Joni Letters – Herbie Hancock
Gravação do Ano: 

"Rehab" - Amy Winehouse
Canção do Ano: 

"Rehab" - Amy Winehouse
Artista Revelação: 

Amy Winehouse
Gravação do Ano:
Vencedor: "Rehab" - Amy Winehouse.
- "Irreplaceable" - Beyoncé
- "The Pretender" - Foo Fighters
- "Umbrella" - Rihanna (com Jay-Z)
- "What Goes Around... Comes Around" - Justin Timberlake

Álbum do Ano:
Vencedor: River: The Joni Letters - Herbie Hancock.
- Back to Black - Amy Winehouse
- Echoes, Silence, Patience & Grace - Foo Fighters
- Graduation - Kanye West
- These Days - Vince Gill

Canção do Ano
Vencedor: "Rehab" - Amy Winehouse.
- "Before He Cheats" - Carrie Underwood
- "Hey There Delilah" - Plain White T's
- "Like a Star" - Corinne Bailey Rae
- "Umbrella" - Rihanna (com Jay-Z)

Artista Revelação
Vencedor: Amy Winehouse.
- Feist
- Ledisi
- Paramore
- Taylor Swift

Melhor Álbum de World Music:
Vencedor: Djin Djin - Angelique Kidjo.
- Gil Luminoso - Gilberto Gil
- Céu - Céu
- An Ancient Muse - Loreena McKennitt
- Momento - Bebel Gilberto

Melhor Álbum Alternativo
Vencedor: Icky Thump - The White Stripes.
- Alright, Still - Lily Allen
- Neon Bible - Arcade Fire
- Volta - Björk
- Wincing the Night Away - The Shins

## CategoriaPop
Melhor Álbum Vocal Pop:
Vencedor: Back to Black - Amy Winehouse.
- It Won't Be Soon Before Long - Maroon 5
- Lost Highway - Bon Jovi
- Memory Almost Full - Paul McCartney
- The Reminder - Feist

Melhor Álbum Pop Instrumental
Vencedor: The Mix–Up - Beastie Boys.
- Italia - Chris Botti
- At the Movies - Dave Koz
- Good to Go–Go - Spyro Gyra
- Roundtrip - Kirk Whalum

Melhor Álbum Pop Tradicional
Vencedor: Call Me Irresponsible - Michael Bublé.
- Cool Yule - Bette Midler
- Streisand: Live in Concert 2006 - Barbra Streisand
- James Taylor at Christmas - James Taylor
- Trav'lin' Light - Queen Latifah

Melhor Performance Vocal Pop Feminina:
Vencedor: "Rehab" - Amy Winehouse.
- "Candyman" - Christina Aguilera
- "1234" - Feist
- "Big Girls Don't Cry" - Fergie
- "Say It Right" - Nelly Furtado

Melhor Performance Vocal Pop Masculina:
Vencedor: "What Goes Around... Comes Around" - Justin Timberlake.
- "Everything" - Michael Buble
- "Belief" - John Mayer
- "Dance Tonight" - Paul McCartney
- "Amazing" - Seal

Melhor Colaboração Pop
Vencedor: "Gone Gone Gone (Done Moved On)" - Robert Plant (com Alison Krauss).
- "Beautiful Liar" - Beyoncé (com Shakira)
- "Steppin' Out with My Baby" - Tony Bennett (com Christina Aguilera)
- "The Sweet Escape" - Gwen Stefani (com Akon)
- "Give It to Me" - Timbaland com Nelly Furtado (com Justin Timberlake)
- "Say It Right" - Nelly Furtado com Timbaland

## Categoria Rock
Melhor Álbum de Rock:
Vencedor: Echoes, Silence, Patience & Grace - Foo Fighters.
- Daughtry - Daughtry
- Magic - Bruce Springsteen
- Revival - John Fogerty
- Sky Blue Sky - Wilco

Melhor Canção de Rock
Vencedor: "Radio Nowhere" - Bruce Springsteen. 
- "The Pretender" - Foo Fighters
- "Come On" - Lucinda Williams
- "It's Not Over" - Daughtry
- "Icky Thump" - The White Stripes

Melhor Performance Solo de Rock
Vencedor: "Radio Nowhere" - Bruce Springsteen.
- "Timebomb" - Beck
- "Our Country" - John Mellencamp
- "Only Mama Knows" - Paul McCartney
- "Come On" - Lucinda Williams

## Categoria R&B
Melhor Álbum de R&B:
Vencedor: Funk This - Chaka Khan.
- Lost and Found - Ledisi
- Luvanmusiq - Musiq Soulchild
- The Real Thing - Jill Scott
- Sex Love and Pain - Tank

Melhor Álbum de R&B Contemporâneo
Vencedor: Because of You - Ne-Yo.
- Konvicted - Akon
- Fantasia - Fantasia Barrino
- Just Like You - Keyshia Cole
- East Side Story - Emily King

Melhor Canção de R&B
Vencedor: "No One" - Alicia Keys.
- "Hate That I Love You" - Rihanna (com Ne-Yo)
- "Teachme" - Musiq Soulchild
- "When I See U" - Fantasia Barrino
- "Beautiful Flower" - India.Arie

Melhor Performance Vocal de R&B Feminina
Vencedor: "No One" - Alicia Keys.
- "Just Fine" - Mary J. Blige
- "When I See You" - Fantasia Barrino
- "If I Have My Way" - Chrisette Michele
- "Hate On Me" - Jill Scott

Melhor Performance Vocal de R&B Masculina
Vencedor: "Future Baby Mama" - Prince.
- "Because of You" - Ne-Yo
- "Please Don't Go" - Tank
- "B.U.D.D.Y." - Musiq Soulchild
- "Woman" - Raheem DeVaughn

## Categoria Rap
Melhor Álbum de Rap:
Vencedor: Graduation - Kanye West.
- Finding Forever - Common
- Kingdom Come - Jay-Z
- Hip Hop Is Dead - Nas
- T.I. vs. T.I.P. - T.I.

Melhor Colaboração Rap/Sung
Vencedor: "Umbrella" - Rihanna (com Jay-Z).
- "I Wanna Love You" - Akon (com Snoop Dogg)
- "Let It Go" - Keyshia Cole (com Lil' Kim e Missy Elliott)
- "Good Life" - Kanye West (com T-Pain)
- "Kiss Kiss" - Chris Brown (com T-Pain)

Melhor Performance Solo de Rap:
Vencedor: "Stronger" - Kanye West.
- "Big Shit Poppin" - T.I.
- "Show Me What You Got" - Jay-Z
- "I Get Money" - 50 Cent
- "The People" - Common

Melhor Canção de Rap:
Vencedor: "Good Life" - Kanye West.
- "Ayo Technology" - 50 Cent
- "Big Shit Poppin" - T.I.
- "Can't Tell Me Nothing" - Kanye West
- "Crank That (Soulja Boy)" - Soulja Boy

## Categoria Dance
Melhor Gravação Dance
Vencedor: "LoveStoned/I Think She Knows Interlude" - Justin Timberlake.
- "Don't Stop the Music" - Rihanna
- "Do It Again" - The Chemical Brothers
- "D.A.N.C.E." - Justice
- "Love Today" - Mika

Melhor Álbum Dance/Eletrônico
Vencedor: "We Are the Night" - The Chemical Brothers.
- † - Justice
- Sound of Silver - LCD Soundsystem
- We Are Pilots - Shiny Toy Guns
- Elements of Life - Tiësto